# Tulio Omar Pérez Rivera
Tulio Omar Pérez Rivera (ur. 14 września 1977 w Gwatemali) – gwatemalski duchowny katolicki, biskup pomocniczy Santiago de Guatemala od 2022.

## Życiorys
Święcenia kapłańskie otrzymał 19 marca 2005 i został inkardynowany do diecezji Sololá–Chimaltenango. Pracował głównie jako duszpasterz parafialny, był także m.in. rektorem niższego seminarium oraz współpracownikiem przy gwatemalskiej nuncjaturze. W latach 2020–2021 był administratorem diecezji, a w kolejnych latach jej wikariuszem generalnym.
27 czerwca 2022 papież Franciszek mianował go biskupem pomocniczym archidiecezji Santiago de Guatemala ze stolicą tytularną Filaca. Sakry udzielił mu 21 września 2022 arcybiskup Gonzalo de Villa y Vásquez.